# Rue Perronet (Neuilly-sur-Seine)
Pour l’article homonyme, voir Rue Perronet.
La rue Perronet est une voie de la commune de Neuilly-sur-Seine, dans les Hauts-de-Seine, en France.

## Situation et accès

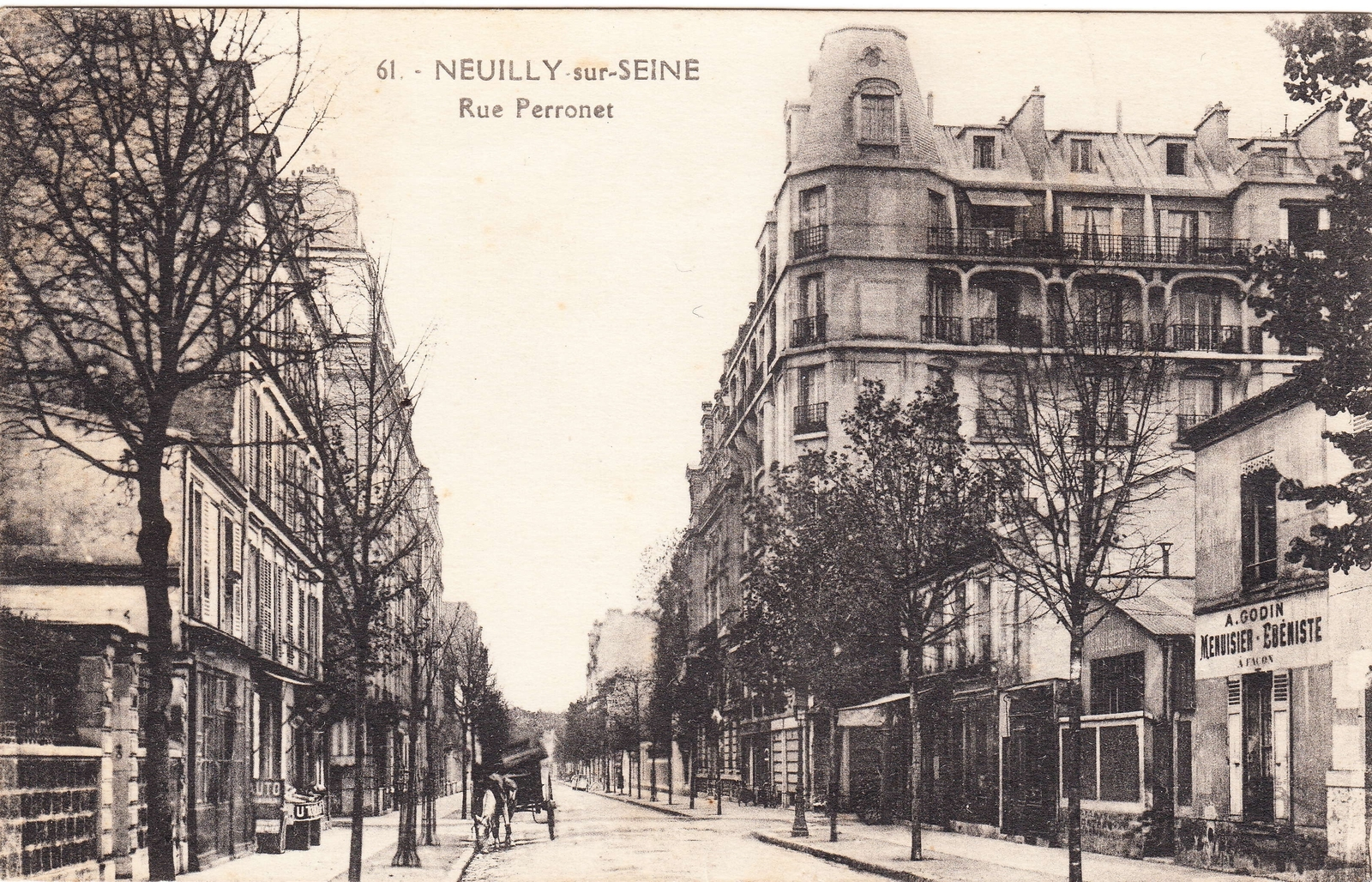
Neuilly-sur-Seine, la rue Perronet vers 1900.

Cette rue traverse d'ouest en est la commune de Neuilly-sur-Seine et allant de la rive de la Seine à Paris. Parmi les axes les plus importants, elle croise le boulevard de la Saussaye, le boulevard du Château, la rue de Chézy, le boulevard d'Inkermann, la rue Madeleine-Michelis, et la rue Parmentier.

## Origine du nom

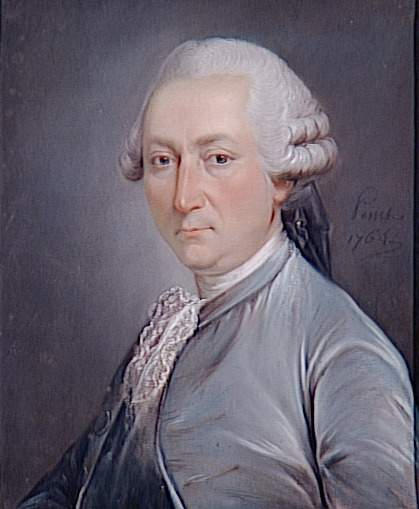
Jean-Rodolphe Perronet.

Cette rue a été nommée en hommage à Jean-Rodolphe Perronet (1708-1794), ingénieur du XVIIIe siècle, concepteur du pont de Neuilly.

## Historique

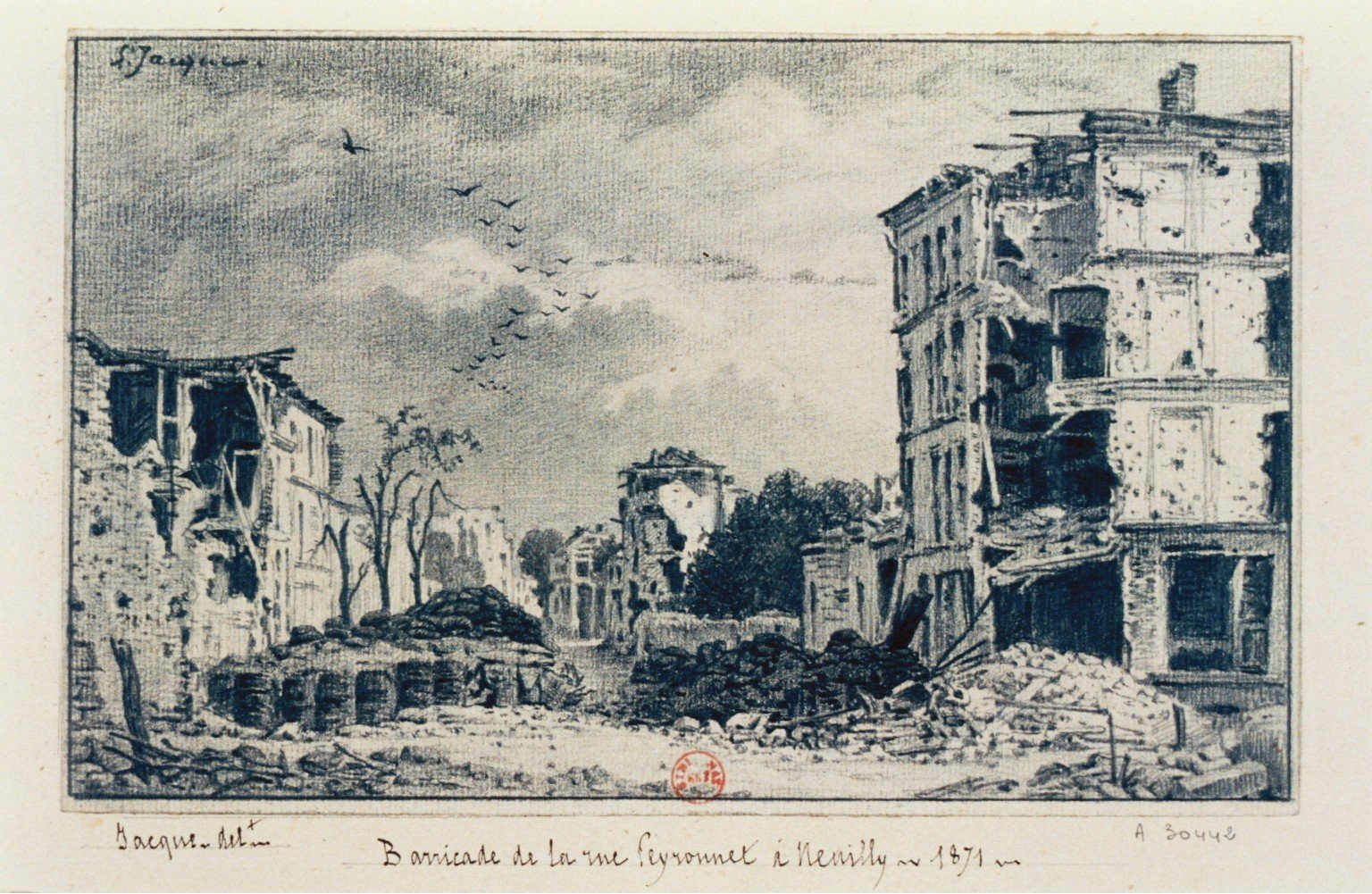
Barricade de la rue Peyronnet à Neuilly en 1871, dessin à la mine de plomb de Léon Jacque.

Cette voie est à l'origine située dans l'enceinte du parc du château de Neuilly appartenant à la maison d'Orléans. 
Ouverte dans le « lotissement du Parc du Duc d'Orléans », elle a initialement pour nom « rue M, lotissement du Parc » avant de prendre, en 1856, sa dénomination actuelle. 
Pendant la Commune de Paris, Jarosław Dombrowski installe son quartier général rue Perronet,. Louise Michel participe à des combats sur des barricades. De nombreux édifices de la rue sont détruits. « Les rues Perronet et Borghèse, au-delà du boulevard d'Inkermann, n’offrent à l’œil que des maisons éventrées, sans toit, sans façade, sans portes ni fenêtres, ou tellement percées à jour qu’on voit à l’intérieur des cloisons renversées, des escaliers abattus, des meubles broyés, quelques-uns restés à leur place sur un bout de plancher, des cadres et des glaces suspendus à des pans de mur inabordables, ou même des vêtements que le vent fait flotter devant des placards démantelés. Les murs de clôture sont en partie abattus, les portails percés de mille coups, les réverbères renversés et les plus belles plantations coupées à différentes hauteurs ».

## Bâtiments remarquables et lieux de mémoire
- Square Martial-Massiani[8], du nom d'un conseiller municipal de la ville de 1945 à 1965.
- Temple protestant de Neuilly-sur-Seine, à l'angle du boulevard d'Inkermann.
- Le scientifique Louis de Broglie (1892-1987) y a vécu. Le centre culturel Louis-de-Broglie lui rend hommage, 1 place Parmentier[9].
- No 50 : le peintre Charles-Albert Walhain (1877-1936) y travailla et y vécut[10].